# Монтаук
„Монтаук“ (на немски: Montauk) е повест от швейцарския писател Макс Фриш (1911 – 1991), публикувана през 1975 г.

Собственият живот
При появата си по книжарниците повестта „Монтаук“ разединява критиците и почитателите на Макс Фриш. Едни смятат, че тази интимна изповед, примесена с проникновени разсъждения за писателския труд и същината на творчеството, представлява ново завоевание на Фриш в стремежа му към максимално вдълбочаване в духовната проблематика на съвременния живот. Други обаче бързат да видят в неголямата по обем книга отстъпление именно от високите художествени задачи, които са били поставени за разрешаване в станалите вече класически романи „Щилер“, „Хомо Фабер“ и „Ще се нарека Гантенбайн“. Тези отрицателно настроени критици обвиняват Фриш в прекалено лично, едва ли не нарцистично себеоглеждане, при което житейската истина не е претворена в художествен модел.
Но сам Макс Фриш е нямал за цел да удовлетвори подобни максималистични изисквания. Той не скрива, че „Монтаук“ е автобиографична творба, в която нито персонажите, нито събитията са измислени. Писателят желае просто да разкаже живота си: живот на мъж, който пише под принудата на литературните закони. „Това е една откровена книга, читателю... Посветил съм я на моите приятели и близки..., та когато ме загубят, да могат в нея да открият някои черти от моя нрав и настроения..., защото аз съм този, когото описвам. В нея ще намерите моите недостатъци такива, каквито са, и мене самия такъв, какъвто съм – непресторен и естествен...“ С тези думи Монтен въвежда своите прочути „Опити“; тях Макс Фриш поставя като епиграф на „Монтаук“, за да определи задачите и същността на своята книга и предупреждава читателя си пак с думите на френския моралист: „не е справедливо ти да прахосваш свободното си време за такъв суетен и незначителен обект“.
Надличната изповед
И ето че по силата на тайни закономерности, по силата на писателската обвързаност с обществения живот, с проблемите на времето и съдбата на множество други хора, Фриш прави от своята съкровена изповед надличен документ, който дълбоко интересува не само него и близките му приятели, но и читателя. Защото, както отбелязва на едно място Томас Ман, „човек мисли, че изобразява само себе си, че говори само за себе си, а вижда, че поради дълбоки връзки и неосъзната общност дава нещо свръхлично“. Така и „Монтаук“ вече не е просто интимен дневник; това е своеобразно есе в стила на Монтен върху модерната човешка душа, при което житейският опит подхранва мисълта, а мисълта е сама по себе си вече голямото, единствено значимо преживяване.
Сюжетът на книгата е умишлено безинтересен: застаряващият писател прекарва края на седмицата с една млада американка в малкото селище с индианско име Монтаук на стотина мили от Ню Йорк. Двамата се разхождат из горичката, пекат се на плажа, разговарят, любят се – общуват, доколкото позволява значителната разлика във възрастта и неговите оскъдни познания по английски. Писателят разказва за себе си ту в първо, ту в трето лице, което му предоставя възможност да се разглежда отстрани като чужд човек, да влиза в спор със себе си, да се самообвинява и оправдава. Така творецът Макс Фриш разчиства сметките си с човека, с мъжа Макс Фриш, който е подтиквал или осуетявал неговите литературни начинания.
Carpe diem
Писателят се стреми да зафиксира отлетелия миг, усета си към този миг и това го кара да се връща далеч назад в спомените си, които невидимо придават цвят на настоящето. Докато се наслаждава на живото присъствие на младата и навярно последна жена в битието му на мъж, Фриш преброжда в съзнанието си онези земни кътчета, които са се оказали по някакъв начин съдбоносни за живота и творчеството му: Цюрих, парижките Хали на развиделяване, нюйоркския Музей на модерното изкуство, Рим, Мексико, Бретан, Берлин...
Но дали всичко това заслужава да бъде разказано, доколко подобно саморазголване има действително отношение към литературното творчество? Ето отговорът на Фриш: „Писателят се бои от чувства, които не са подходящи да станат достояние на всички: в такъв случай той чака своята ирония; възприятията и изживяванията си поставя под съмнение дали струва да бъдат описани и не обича да преживява неща, които не може да облече в думи. Тази професионална болест на писателите превръща мнозина в алкохолици.“ Така „тази лудост – да тракаш думи, да правиш изречения“ се оказва всъщност укриване от „живия живот“, но и единствената възможност да проумееш кой си в действителност и да намериш творческата си самоличност. В търсене на изгубеното време писателят открива в последна сметка себе си.
Така „герой“ на книгата е самият писател, но и неговото време, неговото социално обкръжение. Когато разисква своите грешки, провали и неудачи, когато разсъждава върху проблемите на брака, любовта, старостта, смъртта, парите, славата, Фриш разголва не само себе си, но и цял един свят, който се сбогува с младостта, с човешката обвързаност и закономерно си отива. А фиктивните разпити, на които писателят се подлага, критичните анализи на случайно поднесените от ежедневието събития разширяват значението на книгата, превръщат я в директно допитване до читателя, до предизвикателство, което провокира взимането на лични становища. А това никак не е малко!